# Juan Barazi
Juan Barazi (ur. 22 stycznia 1968 roku w Kopenhadze) – duński kierowca wyścigowy.

## Kariera
Barazi rozpoczął karierę w wyścigach samochodowych w 2004 roku od startów w klasie GT Le Mans Endurance Serie, gdzie jednak nie zdobywał punktów. W późniejszych latach Duńczyk pojawiał się także w stawce American Le Mans Series, 24-godzinnego wyścigu Le Mans, Le Mans Series oraz FIA Historic Grand Touring '71 Championship.

## Wyniki w 24h Le Mans
| Rok  | Zespół                              | Partnerzy                       | Samochód                 | Klasa | Okr. | Poz. | Klasa Pos. |
| ---- | ----------------------------------- | ------------------------------- | ------------------------ | ----- | ---- | ---- | ---------- |
| 2005 | Intersport Racing Cirtek Motorsport | Siergiej Złobin Bastien Brière  | Courage C65-AER          | LMP2  | 30   | NU   | NU         |
| 2006 | Barazi-Epsilon                      | Michael Vergers Neil Cunningham | Courage C65-AER          | LMP2  | 294  | 21   | 6          |
| 2007 | Barazi-Epsilon                      | Michael Vergers Karim Ojjeh     | Zytek 07S/2              | LMP2  | 252  | NU   | NU         |
| 2008 | Barazi-Epsilon                      | Michael Vergers Stuart Moseley  | Zytek 07S/2              | LMP2  | 304  | 29   | 5          |
| 2009 | Barazi-Epsilon                      | Phil Bennett Stuart Moseley     | Zytek 07S/2              | LMP2  | 306  | 28   | 4          |
| 2010 | Aston Martin Racing                 | Darren Turner Sam Hancock       | Lola-Aston Martin B09/60 | LMP1  | 368  | NU   | NU         |